# Irn Bru Revolution
Irn Bru Revolution is een achtbaan is het Engelse pretpark Pleasure Beach Blackpool. Hij is in 1979 gebouwd door Arrow Dynamics. Het is de eerste stalen achtbaan in Europa met een 360° looping. Irn Bru Revolution was de enige achtbaan met een looping in Pleasure Beach Blackpool, totdat in 2007 de Infusion gebouwd werd.

## Station
Het station van Irn Bru Revolution bevindt zich 17 meter boven de grond. Dit kan bereikt worden door een trap. Hierdoor is de achtbaan niet geschikt voor invalide personen of mensen die slecht ter been zijn.

## Treinen
Irn Bru Revolution heeft 1 trein met 4 karretjes. In 1 karretje kunnen 4 personen zitten in 2 rijen. Hierdoor kunnen er 16 personen in één trein zitten.

## De rit

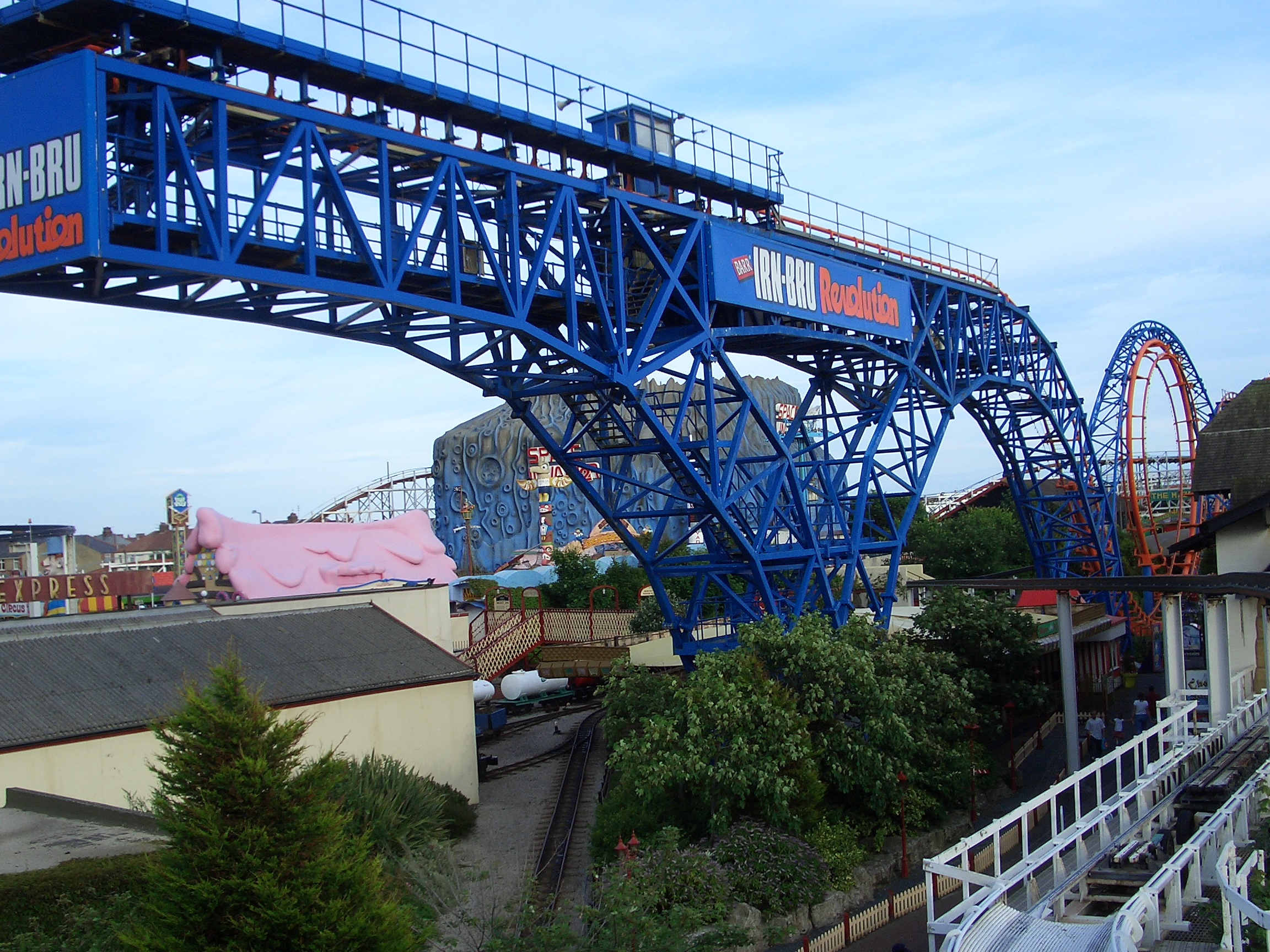
Het tweede platform en de looping.

Na het plaatsnemen in de trein op het 17 meter hoge station, wordt de trein uit het station gelanceerd. Hierna duikt de trein naar beneden en komt er een looping. Na de looping gaat de trein weer omhoog naar het tweede platform. Op dit tweede platform word je achteruit gelanceerd en legt je de weg nog een keer achteruit af.

## Locatie
Irn Bru Revolution ligt naast de Avalanche en de Pepsi Max Big One.

## Sponsor
Irn Bru Revolution wordt gesponsord door Irn-Bru.
Huidig:
Avalanche · 
Big Dipper ·
Blue Flyer ·
Grand National ·
Icon ·
Infusion ·
Revolution ·
Nickelodeon Streak ·
The Big One ·
Steeplechase
Verdwenen:
Big Apple · 
Circus Clown · 
Cyclone · 
Scenic Railway · 
Space Invader 2 · 
Tokaydo Express · 
Velvet Coaster · 
Vikingar · 
Virginia Reel ·
Wild Mouse